# IOS预装软件列表
iOS的预装软件（苹果公司称之为内建 App）是由苹果公司开发的，运行于iOS系统中的移动应用程序，一般与系统捆绑安装。此类软件一般在更新系统时直接升级，亦有时可由用户通过App Store手动更新。这些软件多数也在苹果公司开发的其它操作系统（例如macOS、iPadOS等）提供，以达到苹果设备的互联效果。
iOS 10首次支持删除部分的预装软件，iOS 14则可以在App资源库中隐藏预装软件，亦可将系统的默认浏览器和电子邮件客户端更改为第三方软件。

## 预装软件

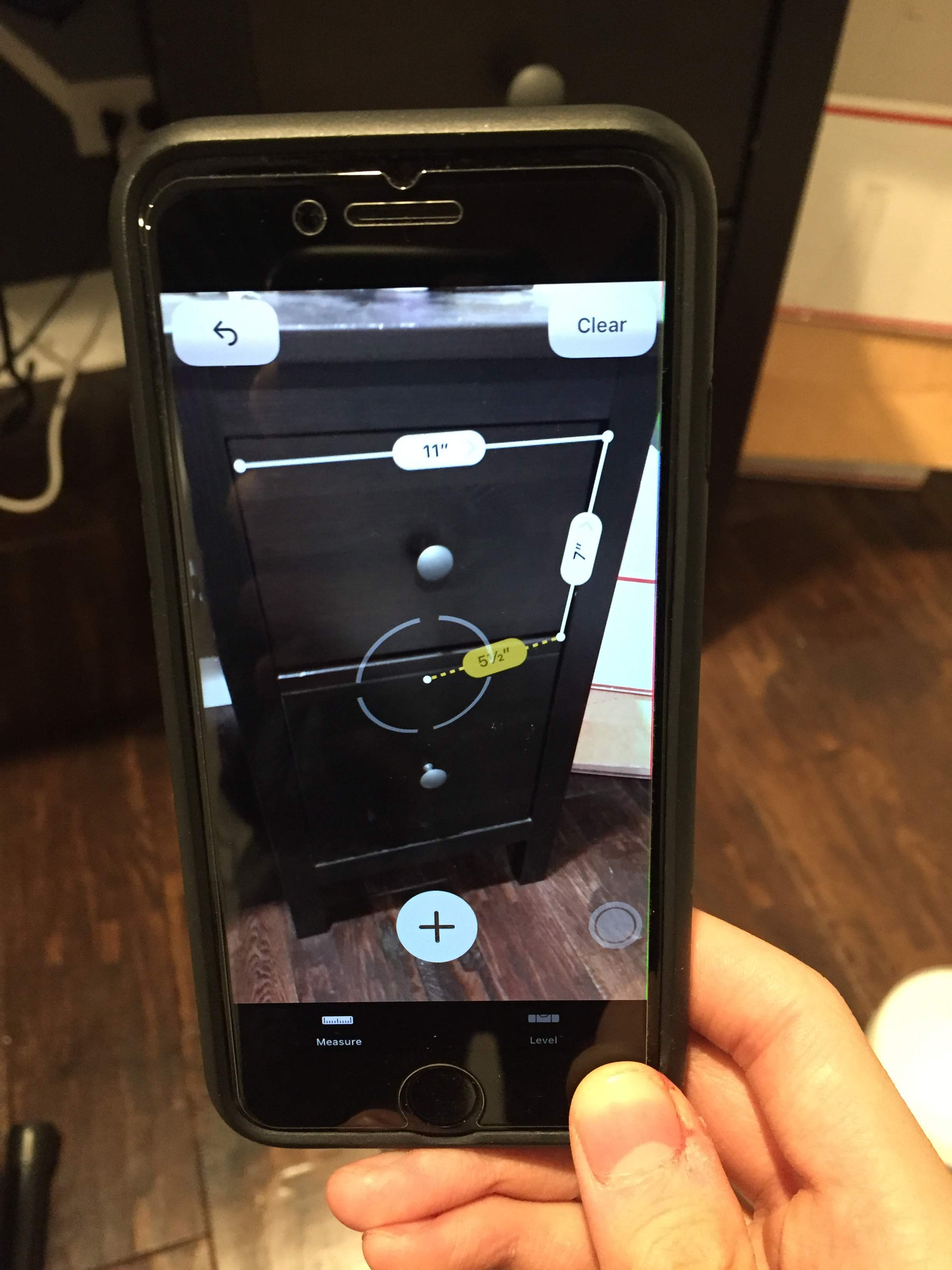
使用测距仪计算图形面积

### 服务中
- App Store为数字发行平台，允许用户下载并使用通过iOS软件开发工具包开发的软件。该软件于2008年7月10日发布，最初可供下载的应用程序约有500个[3]，于2017年达到顶峰，约为2.2亿个。后因苹果公司删除不符合其规定与32位的应用程序[b]，数量略有下降[5]。2019年9月19日，App Store引入Apple Arcade[c][6]。
- 图书（提供的服务称为，前称），早期图书并未预装在iOS中，在iOS 8更新后才行预装。该软件可通过图书商店购买[d]，亦可在Safari浏览器或其它软件导入。
- 计算器随iPhone OS 1发布，在iPhone竖屏时，该软件显示数字与四则运算[e]符号按键。横屏时，将会开启科学计算器，显示{\displaystyle x^{2}}[f]、分数[g]、{\displaystyle \pi }[h]等符号按键[8]。
- 日历与iPhone OS 1发布[9]。该软件可记录并提醒用户设定的日程，iOS 5发布以后，该软件支持导入微软、谷歌日历的日程。
- 相机随iPhone OS 1发布，早期仅支持拍摄照片，iPhone 3GS发布后支持录制视频。iPhone 7 Plus及以后的设备，支持在使用人像模式[10]。
- 时钟随iPhone OS 1发布，用户可查看世界各地的时间，设置闹钟，以及将手机作为计时器与秒表[11]。闹钟与倒计时结束后的铃声可在闹钟设定或倒计时开始前设置，也可在铃声商店选择歌曲[i]。iOS 10发布后，时钟引入就寝功能，类似闹钟，由用户设定睡眠起止时间后，软件会在设定时间提醒，并打开专注模式[j][12]。
- 指南针与iPhone OS 3同时发布。iPhone平放时，显示方向，竖起时动用摄像头，以现实生活情景作为背景，亦可查看方位、坐标与海拔[13]。
- 通讯录在iPhone OS 1中包含在电话软件内，在iPhone OS 2发布后才被独立为应用程序。通讯录内容可通过iCloud同步，联系人信息可存储姓名、电话号码、电子邮件地址、家庭地址、职位、生日和社交媒体用户名。电话为iPhone的基础软件，可拨打和接听电话，查看通话历史记录，并访问语音信箱。
- FaceTime是视频对话软件，可与运行iOS 4及以上系统的iPhone、iPad[k]，以及运行Mac OS X Snow Leopard的麦金塔通话。更新iOS 12后，FaceTime支持最多32人同时通话[14]。
- 文件运行于iOS 11及更高版本的iPhone。用户可浏览存储在应用程序中的本地文件，和iCloud、Dropbox、Google云端硬盘和OneDrive这一类网盘网站存储的文件[l][15]。
- 查找（合并自查找我的iPhone、查找我的朋友[16]）可跟踪苹果设备（例如iPhone、AirPods）
- 健身（提供的服务称为，中国大陆不可用，亦不在中国大陆售卖的iPhone中预装[n][17]）于运行iOS 8.2及以上系统的iPhone中预装，同步Apple Watch的数据。2020年9月Apple Fitness+推出后，也可观看该服务的视频，配合Apple Watch练习[18]。
- 健康为医学信息学应用，可在iOS 8以上的系统运行[19]。
- iTunes Store是数字媒体商店，2003年，史蒂夫·乔布斯为推动音乐数字市场，该商店于同年4月28日上线。iPhone OS 2发布后，该软件可在iOS设备上使用，允许购买音乐、图书和播客。
- 邮件随iPhone OS 1发布，当时支持AOL、Google、Yahoo!、微软等网站的邮件服务[20]。
- 地图随iPhone OS 1发布，早期使用Google的服务，iOS 4发布后改为苹果地图[21]，中国大陆地区因受政策限制，服务采用高德地图[22]。
- 测距仪通过增强现实实现功能，可进行测量两点[o]之间的距离[p]，和计算平面[q]的面积（见图片）。
- 信息随iPhone OS 3发布，最初仅支持发送短信，现可发送短信、彩信与iMessage。通过短信发送的消息气泡显示为绿色，通过iMessage发送的消息则显示为蓝色。iOS 10发布后，软件可在App Store内下载贴纸包[23]。
- 音乐随iOS 5发布，可从iTunes购买歌曲或导入歌曲源文件，取代了上一代系统的iPod应用程序[24]。该软件现已兼容苹果的订阅服务Apple Music。
- 新闻[r]兼容安装iOS 9及以上系统的设备，2019年3月，该软件兼容Apple News+[25]。
- 照片随iPhone OS 1发布，可用于管理用户手机内的媒体文件，使用相机软件拍摄的照片可在此找到。
- 播客随iOS 6发布，内容由艺人制作XML源，再于iTunes Connect导入。2020年9月，苹果推出播客订阅服务。
- 提醒事项是一款任务管理软件，随iOS 5发布，并在iOS 13中从头构建[26]。该软件允许用户创建自己的提醒事项列表并为自己设置通知，新提醒事项可以放入列表或设置为子任务，并可以包括几个详细信息，例如优先级标签、关于提醒事项的注释以及图像等附件。此外可设置提醒，在特定时间和日期向用户发送通知。列表可通过iCloud同步，并与其他联系人共享。
- Safari 浏览器是基于WebKit引擎的图形网页浏览器，可以添加书签、阅读列表中或保存到主屏幕，并通过iCloud在设备之间同步。
- 设置允许用户访问有关其设备的信息，并更改设备上的设置和选项，如墙纸、通知、Wi-Fi和蓝牙、显示器和亮度以及Siri等。用户的Apple ID也从设置中进行管理。iOS 12发布后，引入屏幕使用时间功能，旨在帮助用户集中注意力并预防智能手机成瘾[27]。
- 快捷方式（前称捷径、Workflow）原是在App Store中提供，且与苹果无关，后Workflow被收购，此软件亦预装于iOS中。
- 股票之股票信息由Yahoo!提供，也包含商业新闻可供阅读。
- 提示是iOS 8推出的应用程序，为用户提供了充分利用设备的窍门。提示内容与新的iOS版本同时更新，以向用户展示设备上的新功能，并按类别分类。
- 翻译随iOS 14发布，它可在一种在几种语言之间翻译文本或语音。
- 视频[s]之服务由Apple TV+提供，也可自己从iTunes导入。在中国大陆，苹果公司推荐使用屏幕镜像播放视频[28]。
- 语音备忘录随iPhone OS 3发布，可录制M4A音频文件，亦可消除背景噪音。
- 钱包（前称Passbook）可由用户通过Apple Pay存储卡、票券等[29]，使用iCloud在多设备中同步。
- Watch可由用户设置其Apple Watch并与iPhone配对，自定义设置、表盘等，并可安装兼容Apple Watch的软件[30]。
- 天气可由用户查看全天的天气状况以及七天的天气预报。iOS 15更新后，此软件的图像显示更贴近自然。

### 已弃用
- Game Center是与iOS 4.1同时发布的独立应用程序，在iOS 10发布后，此软件被移动至设置软件中[t]。

2022年Apple在WWDC大會上宣布會針對Game Center進行改版，主要是新增了類似首頁的頁面並對應外接手把的首頁鈕而重新設計（比如PS以及XBOX手把上的標誌按鈕）。並且將會新增同播共享的功能
- YouTube随iPhone OS 1发布，用户可查找、搜索和观看YouTube视频。iOS 6发布后，内置的YouTube应用程序被弃用，Google自行发布在App Store安装的软件[32]。

## 备注
1. ↑  但不能删除。
2. ↑  苹果公司的iPhone 5s首次兼容64位操作系统，此后32位的软件无法运行（或适配差[4]）。
3. ↑  中国大陆不可用。
4. ↑  图书商店于中国大陆不可用，应是中国大陆监管部门的要求[7]；但在其它地区/国家仍可使用。
5. ↑  加法、减法、乘法和除法的统称。
6. ↑  x的平方。
7. ↑  例如{\displaystyle {\frac {2}{4}}}。
8. ↑  圆周率，约等于{\displaystyle 3.14}。
9. ↑  中国大陆不可用。
10. ↑  此为iOS 15的称呼，早期系统称为勿扰模式
11. ↑  早期iPad之系统称为iOS，2019年，才将iOS与iPadOS分开
12. ↑  但不可查看系统文件。
13. ↑  中国大陆有些人为免费使用付费软件或下载中国大陆不允许下载的软件（如VPN），常登录网络上的共享账号。
14. ↑  但在中国大陆的设备上，登录[m]其它国家或地区的Apple ID时，会在登录后自动下载。
15. ↑  一点测量前先扫描平面固定，另一点直接确定
16. ↑  由于技术原因，会有一些误差。配备激光雷达扫描仪的新版iPhone可减小误差。
17. ↑  要有明确轮廓。
18. ↑  中国大陆不可用。
19. ↑  中国大陆不可用
20. ↑  但并未停止服务[31]。